# Dirk Baumgartner
Dirk Baumgartner (* 18. September 1945 in Bünde) ist ein deutscher Diplomat.

## Biografie
Nach dem Abitur studierte er zwischen 1966 und 1971 Rechtswissenschaften und legte 1971 das Erste Juristische Staatsexamen ab. Nach dem Zweiten Juristischen Staatsexamen 1974 war er von 1975 bis 1977 Wissenschaftlicher Mitarbeiter am Institut für Europäisches Recht der Universität des Saarlandes und promovierte während dieser Zeit 1976 auch zum Dr. iur. mit der Dissertation Sozialbindung des Eigentums und Enteignung in Frankreich.
1977 trat er in den Diplomatischen Dienst und fand nach Beendigung seiner Attachéausbildung 1979 zunächst Verwendung im Auswärtigen Amt und dann 1981 bis 1984 als Ständiger Vertreter des Botschafters in Togo. Im Anschluss war er Leiter des Pressereferates an der Botschaft in Griechenland sowie von 1988 bis 1990 Referent in der Rechtsabteilung des Bundesaußenministeriums. Nach einer Tätigkeit als Ständiger Vertreter bei der UNESCO in Paris war er zwischen 1993 und 1997 Stellvertretender Leiter des Arbeitsstabes für Menschenrechte im Auswärtigen Amt.
Nach einer anschließenden Verwendung als Leiter der Wirtschaftsabteilung der Botschaft in Ungarn war er von 1999 bis 2003 Mitarbeiter der Ständigen Vertretung bei den Internationalen Organisationen in Genf und als solcher Delegierter bei der Welthandelsorganisation (WTO).
2003 wurde er als Nachfolger von Reinhard Buchholz zum Botschafter in Guinea berufen und übergab dieses Amt 2006 an Karl Prinz.
Dirk Baumgartner war von 2006 bis 2010 Botschafter der Bundesrepublik Deutschland in Katar.

## Veröffentlichung
- Sozialbindung des Eigentums und Enteignung in Frankreich, Dissertation Universität Bonn, 1975

## Weblink
- Eintrag In: Gerhard Köbler: Wer ist wer im deutschen Recht (Online-Version)

| Personendaten    | Personendaten      |
| ---------------- | ------------------ |
| NAME             | Baumgartner, Dirk  |
| KURZBESCHREIBUNG | deutscher Diplomat |
| GEBURTSDATUM     | 18. September 1945 |
| GEBURTSORT       | Bünde              |